# 史密斯布里奇鎮區 (北卡羅萊納州梅肯縣)
史密斯布里奇鎮區（英語：Smithbridge Township）是位於美國北卡羅萊納州梅肯縣的一個鎮區。

## 地方資料
史密斯布里奇鎮區的面積為191.89平方千米，當中陸地面積為191.49平方千米，而水域面積為0.40平方千米。根據2020年美國人口普查的數據，當地共有人口4047人，而人口密度為每平方千米21.09人。